# Индекс автомобильных номеров Эстонии

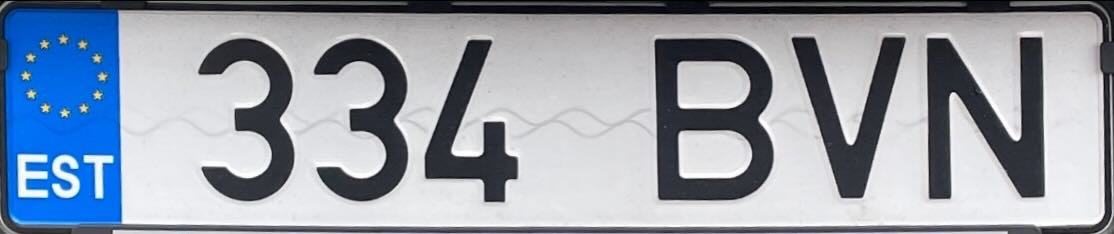
Современный эстонский автомобильный номер

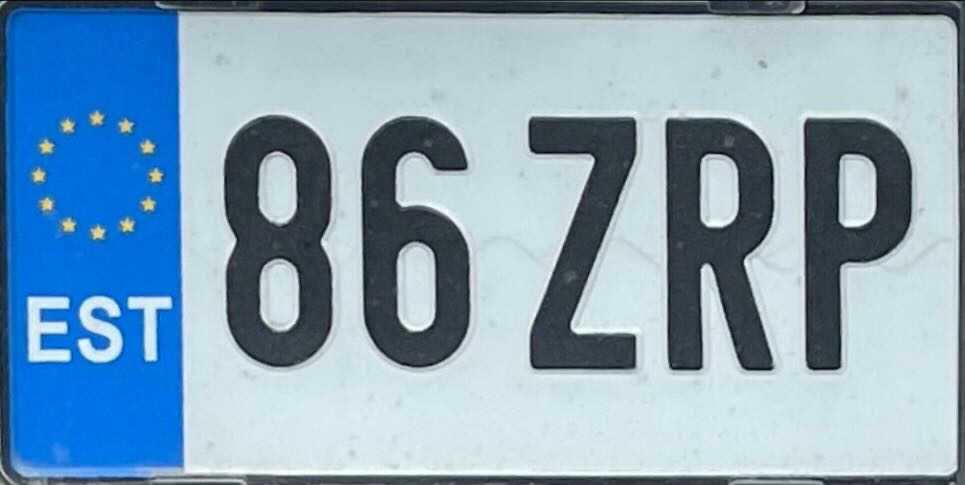
Современный эстонский автомобильный номер американского стандарта

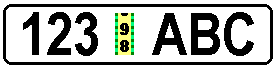
Номер образца до 2004 года

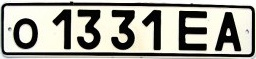
Номер образца 1980—1991 годов

Регистрационный номерной знак Эстонии состоит из трех цифр и через пробел трех букв. Первая буква в номере обозначает регион, в котором выдан регистрационный знак. После вступления Эстонии в Европейский союз в левой части знака располагается синий прямоугольник с символом ЕС и инициалами EST.

## История
До 1929 года единого стандарта автомобильных номеров не существовало — Эстония заимствовала принцип погубернской регистрации, действовавший в Российской империи. В каждой губернии существовал свой вид регистрационных знаков, отличавшихся в основном цветовой гаммой. В качестве номера автомобиля чаще всего выступало трёх-четырёхзначное число.
Первые единые эстонские автомобильные номера появились во время I Эстонской республики, в 1929 году.
В 1933 году вид номеров слегка изменился, а в 1938 ещё слегка модернизировался.
В 1940—1941 годах на территории Эстонии выдавались автономера советского образца, но латинописной серии ER.
В 1941—1944 годах территория Эстонии была оккупирована немецкими войсками и входила в Рейхскомиссариат Остланд. В этот период на территории выдавались номерные знаки рейхскомиссариата, начинающиеся с RO.
С 1944 по 1991 год на территории Эстонии вновь выдавались государственные регистрационные знаки СССР общереспубликанских серий, принадлежащих Эстонской ССР (общереспубликанские серии ЕА и ЭС).
С 1991 года на территории Эстонии вновь начата выдача номерных знаков собственного стандарта, однако советские номера продолжали иметь законную силу.
С 1 июля 2001 года на территории Эстонии прекращено действие советских номеров.
В 2004 году, после вступления Эстонии в Европейский союз, в левой части номеров появилась синяя вертикальная полоса с флагом ЕС и автомобильным кодом Эстонии «EST», формат номеров остался без изменений.

## Обозначения регионов на номерах
|  |

До 1995—1996 года первая буква обозначала регион регистрации транспортного средства:
- A, В и С — Таллин
- D — Вильяндимаа
- F — Пярнумаа
- G — Валгамаа
- H — Хийумаа
- I — Ида-Вирумаа, исключая Нарву
- J — Йыгевамаа
- K — Сааремаа (K — Курессааре)
- L — Рапламаа
- M — Харьюмаа, исключая Таллин
- N — Нарва
- O — Пылвамаа
- P — Ярвамаа
- R — Ляэне-Вирумаа
- S — Ляэнемаа
- T — Тартумаа
- V — Вырумаа.

После 1996 года буквенное обозначение сохранилось лишь для Таллина и Тартумаа, в остальных уездах действует обозначение "М".

### Коды стран на дипломатических номерах
| Код | Страна                                          |
| --- | ----------------------------------------------- |
| 10  | Швеция                                          |
| 11  | Германия                                        |
| 12  | Исландия                                        |
| 13  | Канада                                          |
| 14  | Финляндия                                       |
| 15  | Франция                                         |
| 16  | Дания                                           |
| 17  | Великобритания                                  |
| 18  | Нидерланды                                      |
| 19  | Италия                                          |
| 20  | Австралия                                       |
| 21  | Норвегия                                        |
| 22  | ?                                               |
| 23  | Венгрия                                         |
| 24  | Испания                                         |
| 25  | Латвия                                          |
| 26  | Новая Зеландия                                  |
| 27  | Австрия                                         |
| 28  | Россия                                          |
| 29  | Литва                                           |
| 30  | США                                             |
| 31  | ?                                               |
| 32  | ?                                               |
| 33  | Китай                                           |
| 34  | Польша                                          |
| 35  | Япония                                          |
| 36  | Украина                                         |
| 39  | Грузия                                          |
| 43  | Азербайджан                                     |
| 44  | Бразилия                                        |
| 49  | Евросоюз                                        |
| 50  | Северный совет и Совет министров северных стран |
| 52  | ?                                               |

## Типы выдаваемых номеров
- Общий — выдаётся легковому, грузовому транспорту и автобусам независимо от формы собственности, формат: «три цифры три буквы». C 2010 года в переменной части регулярных номерных знаков не используются гласные буквы (A, E, I, O, U, Y). На номерах старого образца, выдаваемых до 2004 года, две маленькие цифры напечатанные вертикально по середине номера обозначали год следующего тех. осмотра.
- Индивидуальный. Владелец автомобиля по желанию может заказать себе индивидуальный номер с произвольным сочетанием букв и цифр. Основное требование — номер должен содержать как минимум букву и цифру, максимальное число символов в номере не должно превышать семи, включая пробелы. Индивидуальный номер выдаётся за дополнительную плату. Существует 2 вида индивидуальных номеров: «заказная серия» и полностью индивидуальный номер. Заказная серия — это произвольное сочетание цифр и букв, не нарушающее формата (например, «666 USA»); по состоянию на 2016 год такой номер стоит 470 евро. Индивидуальный номер — номер с абсолютно произвольным сочетанием букв и цифр (например, «RUSSIA7»); такие номера, конечно, интереснее, но стоят в 3 раза дороже заказных серий.
- Дилерские номера для тест-драйва. Первое время дилерские номера были того же формата, что и обычные, но выполнялись белыми символами на зелёном фоне. Просуществовали такие номера недолго и уже в середине 1990-х годов были заменены номером текущего стандарта, формат: PROOV и четыре цифры, цветовая гамма — как у обычных номеров. Для автомобилей американского и японского производств существует двухрядное исполнение номерного знака: в верхнем ряду располагается слово «PROOV», в нижнем — цифры.
- Для автомобилей с американским стандартом номерных знаков, формат: «две цифры три буквы», первая буква всегда Z (при заказе серии можно выбрать любое сочетание букв), пластина номера короче, но шире.
- Для автомобилей, зарегистрированных иностранными гражданами, формат: «три цифры три буквы», первые две буквы всегда EE, выполняется чёрными символами на жёлтом фоне. Для автомобилей американского производства применяется сокращённый формат, число цифр в нём на одну меньше, буквосочетание чаще всего EEZ. На текущий момент, данный вид знака выдаётся в крайне редких случаях.
- Для прицепов. До 2009 года формат прицепных номеров был «три цифры две буквы», в 2009—2010 году на прицепы стали выдавать автомобильные номера американского стандарта (первая буква была H, последняя — Z), с 2010 года формат прицепных номеров совпадает с автомобильными, первая буква номера — Y.
- Мотоциклетный. До 2001 года мотоциклетные номера были двухрядные, сверху располагались три цифры, снизу — две буквы, форма пластины — вытянутый по вертикали прямоугольник. В 2001 году формат был сменён на однорядный «две цифры две буквы», позже появился вариант «две буквы две цифры». Как на автомобили, на мотоциклы можно заказать индивидуальный номер.
- Для мопедов, формат: «три цифры буква» или «две цифры буква цифра», выполняется чёрными символами на зелёном (ранее — салатовом) фоне, введён с 1 июля 2011 года.
- Дипломатический, выдаётся с 1995 года. Формат: «две буквы четыре цифры» (до 1996 года первая цифра печаталась слитно с буквами) или «три буквы три цифры», выполняется белыми символами на голубом фоне. Первый формат используется для автомобилей сотрудников посольств (первые две буквы CD) или техперсонала (первые две буквы AT), второй формат используется только на личных автомобилях послов и консулов, буквы обязательно CMD. Первые две цифры в обоих номерах — код страны. Для автомобилей американского производства применяются сокращённые форматы, число цифр в них на одну меньше.
- Транзитный, формат: «две буквы — четыре цифры» (для автомобилей, в исключительных случаях — для прицепов) или «две буквы — три цифры» (для прицепов, тракторов, мотоциклов и мопедов), выполняются красными символами на белом фоне.
- Военный, формат совпадает с форматом общего, прицепного, мотоциклетного или тракторного номеров (в зависимости от типа зарегистрированного транспортного средства), но выполняются белыми символами на чёрном фоне; синяя полоса с флагом ЕС и кодом Эстонии отсутствует. Для автомобилей также предусмотрен «американский» вариант, а с 2013 года — и двухрядный вариант номера.
- Для тракторов и тракторных прицепов. В 1991—1992 годах существовал переходный вариант номера: форма пластин, формат номеров и даже серии полностью повторяли последний советский стандарт, но при этом использовались латинские буквы. В 1992 году обоим номерам придали квадратную форму и увеличили шрифт, оставив форматы («четыре цифры в верхнем ряду, две буквы — в нижнем» для тракторов и обратный формат — для тракторных прицепов). С 2004 года на номерах появилась синяя полоса с флагом Евросоюза и кодом «EST», поменялись и серии — теперь на трактора стали выдавать серии ТА и ТЕ, а на прицепы — TN. В 2009 году отдельный формат для тракторных прицепов был отменён, вся сельхозтехника и прицепы к ней теперь регистрируются номерами тракторного формата серии TH, тогда же ввели однорядную разновидность тракторного номера в формате «четыре цифры две буквы».
- Номера ретро-техники. На старые автомобили и мотоциклы можно получить свой вид номерных знаков: выполняются белыми символами на чёрном фоне, форматы — буква М и три цифры для мотоциклов, буква А и три или четыре цифры для автомобилей. До октября 2008 года на номерах помещался прямоугольник с евросимволикой, после октября 2008 года его перестали помещать на номерной знак. На такие номера также имеется возможность купить заказную серию, но не индивидуальный номер.
- Номера спортивных автомобилей. Формат номера: «SP четыре цифры», слева — синий прямоугольник с евросимволикой, выполняется белыми символами на красном фоне, введён в 2009 году. Спереди номер наклеивается и имеет меньше размер чем задний номер, а задний имеет стандартную форму и металлическое основание.
- Президентский номер. Представляет собой белую пластину с нарисованным посередине гербом Эстонии.

|                      |                                              | ]                                                           |                   |                                        |                                  |
| Автомобильные номера | Номера мотоциклов (сверху) и мопедов (снизу) | Прицепной номер до 2009 года (сверху) и современный (снизу) | Тракторные номера | Номера ретромобилей и ретро-мотоциклов | Номер для спортивного автомобиля |

|                   |                               |                                      |                |                                         |                                        |
| Транзитные номера | Дилерский автомобильный номер | Дипломатические автомобильные номера | Военные номера | Автомобильный номер иностранных граждан | Автомобильный номер Президента Эстонии |

## Номерные знаки до 1940 года

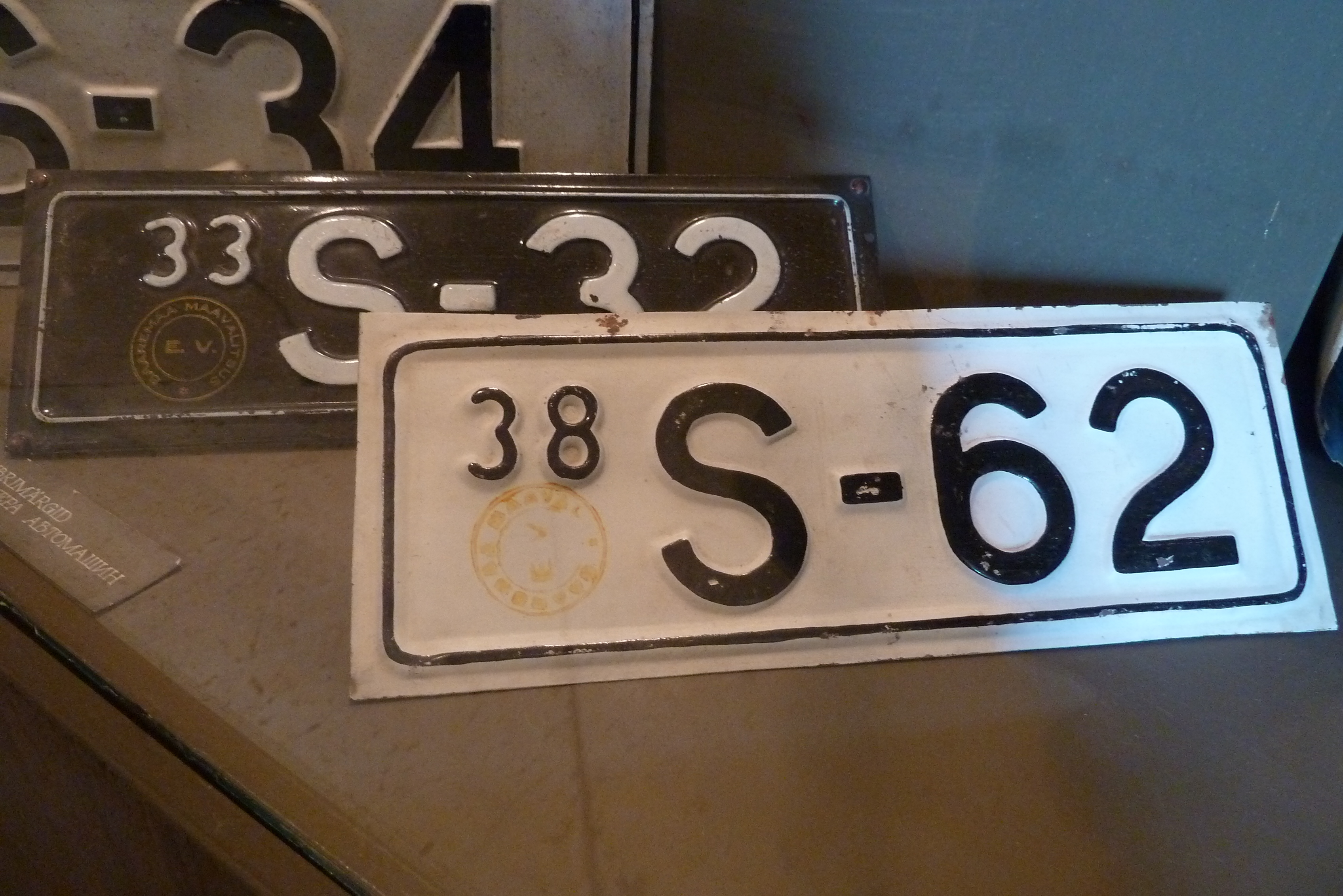
Номера Эстонии 1930-х годов

Единые номера в Эстонии появились в 1929 году. Номер представлял собой чёрную табличку, на которой белым цветом было написано буквенное обозначение региона, дефис и цифры (до четырёх). Военные номера имели белую табличку и первой букву К (Kaitseministeerium).
В 1933 году вид номеров слегка изменился, на них в левом верхнем углу начали проставлять последние две цифры года выдачи, а под ним — печать Эстонской республики. Также от чётности/нечётности года зависел фон номерного знака: чётные года — белый, нечётные — чёрный.
В 1938 году год выдачи номера стали писать над дефисом. Тогда же появились «дилерские» номера, отличавшиеся от регулярных номеров красным цветом букв и цифр.

### Обозначения регионов на номерах
Региональные обозначения не совпадают с современными, а соответствуют административно-территориальному делению Эстонии в период 1918—1940 годов:
- A — Таллин
- B — Тарту
- E — Нарва
- H — Харьюмаа исключая Таллин
- J — Ярвамаа
- K — Вооружённые силы
- L — Ляэнемаа (включая острова Хийюмаа и Вормси)
- N — Петсери (ныне Печорский район Псковской области)
- O — Вырумаа
- P — Пярнумаа
- R — Валгамаа
- S — Сааремаа
- T — Тартумаа
- U — Вирумаа
- V — Вильяндимаа